# 저닌 거로펄로
저닌 거로펄로(Janeane Garofalo, 1964년 9월 28일 ~ )는 미국의 스탠드업 코미디언, 배우이다.

## 출연 작품

### 영화
- 청춘 스케치 (1994)
- 바이 바이 러브 (1995)
- 고양이와 개에 관한 진실 (1996)
- 로미와 미셀 (1997)
- 미스테리 맨 (1999)
- 이 영화를 훔쳐라! (2000)
- 웻 핫 아메리칸 썸머 (2001)
- 와일드 (2006) - 애니메이션
- 나의 인생, 나의 기타 (2008)

### 텔레비전
- 새터데이 나이트 라이브 (1994-95)
- 웻 핫 아메리칸 썸머: 퍼스트 데이 오브 캠프 (2015)